# Прогрессистская партия (Испания)
Прогрессистская партия (исп. Partido Progresista) — испанская либерально-прогрессивная политическая партия XIX века. Партия возникла примерно в 1835 году во время регентства королевы-матери Марии Кристины де Бурбон среди либералов-«эксальтадос», сторонников реформ, предпринятых правительством во главе с Хуаном Альваресом Мендисабалем, но её формальное зарождение произошло только в июне 1838 года. Во время правления королевы Изабеллы II правила два года (т. н. «прогрессистское двухлетие», 1854—1856) под руководством генерала Эспартеро, которого сменил генерал Прим, ставший позднее главным героем революции 1868 года, положившей конец правлению Изабеллы II и ознаменовавшей начало «демократического шестилетия» (1868—1874). В октябре 1869 года он присоединился к «кимврам» (демократам-монархистам, вышедшим из Демократической партии, которая, в свою очередь, возникла в результате раскола Прогрессистской партии в 1858 году), создав Радикальную партию.
После убийства генерала Прима в декабре 1870 года, во время правления короля Амадея I, новым лидером радикалов стал Мануэль Руис Соррилья, которого поддержали «кимвры» (демократы-монархисты) Кристино Мартоса, а умеренное крыло во главе с Пракседесом Матео Сагаста в начале 1873 года объединилось с Либеральным союзом генерала Серрано, образовав Конституционную партию.

## История

### Рождение партии (1835—1840)
Ближайшими предшественниками прогрессистов являются либералы-эксальтадос «свободного трёхлетия» (1820—1823). Прогрессистская партия была основана в 1835 году радикальными либералами, которые выступали против Королевского статута, обнародованного в апреле 1834 года регентшей Марией Кристиной, которая не признавала принцип суверенитет нации, и в защиту реформы, начатой правительством Хуана Альвареса Мендисабаля, которого регент призвала возглавить совет министров в сентябре 1835 года после произошедших тем летом либеральных восстаний. Именно поэтому изначально прогрессистов называли «мендисабалистами». Они защищали восстановление Конституции 1812 года как альтернативы Королевскому статуту, одновременно предлагая её изменить, считая конституцию регулятивной и устанавливающей чрезмерно жёсткое разделение полномочий.
По этой причине, когда в августе 1836 года мятеж сержантов Ла-Гранхи вынудил регента Марию Кристину восстановить Конституцию 1812 года — и сформировать новое прогрессистское правительство под председательством на этот раз Хосе Марии Калатравы, в котором Мендисабаль возглавил Министерство финансов, прогрессисты предложили в новых кортесах реформу конституции, тем самым породив конституцию 1837 года. По мнению прогрессистских лидеров, среди которых, помимо Калатравы и Мендисабаля, были также Агустин де Аргуэльеса, Висенте Санчо и Салустиано де Олосага — Конституция была попыткой достичь консенсуса с модерадос (умеренными либералами), который позволил бы обеим партиям поочередно приходить к власти без необходимости изменять конституцию каждый раз при смене правительства.
Ради этого прогрессисты пошли в Конституции 1837 года на важные уступки умеренным, несмотря на то, что имели большинство в кортесах. Прогрессисты:
- отказались от того, чтобы принцип национального суверенитета — главное различие между ними и умеренными, поскольку последние защищали суверенитет, разделённый между Короной и кортесами — фигурировал в преамбуле, но не в статьях
- признали, что Корона, помимо обладания исполнительной властью, имела право накладывать вето на законы, одобренные кортесами, а также право распускать их и назначать новые выборы
- согласились на двухпалатный парламент, учредив Сенат, назначаемый королём из короткого списка кандидатур, сформированного избирателями каждой провинции — по словам Хорхе Вильчеса, целью [Сената] было, помимо «облегчения жёсткого разделения полномочия, которое характеризовало Конституцию 1812 года», "чтобы обеспечить большее участие консервативным интересам общества и Короны, достигая таким образом политической интеграции устойчивых элементов старого режима в конституционное государство
- убрали из статей избирательную систему, чтобы позднее проще было менять избирательное право, а также муниципальный режим, хотя прогрессисты и внесли в Конституцию, что выборы городских советов должны быть народными.

В то же время прогрессистское большинство в Палате включило в новую Конституцию права личности и их гарантии, национальную милицию и суд присяжных за преступления в области печати — три вопроса, которые умеренные отвергали. «Таким образом, Конституция 1837 года, благодаря своей интегрирующей способности политических деятелей и идей, была той общей законностью, которая могла объединить либералов».
Формальное рождение партии произошло в июне 1838 года, когда парламентарии «прогрессистского» толка решили последовать примеру умеренных, которые под руководством Андреса Боррего добились хороших результатов на выборах 1837 года, и сформировали партию с организационной структурой, основанной на провинциальных комитетах, хотя они и действовали только во время выборов.

### Регентство Эспартеро (1840—1843)
Идея мирной смены власти между умеренными и прогрессистами была сорвана, когда умеренный кабинет Эваристо Переса де Кастро представил проект закона по которому правительство назначало мэров из числа избранных советников, что, по мнению прогрессистов, противоречило 70-й статье Конституции («Для управления городами будут ратуши, назначаемые жителями, которым закон предоставляет это право»). Когда закон был принят без их поправок, прогрессисты предпочли покинуть Палату, поставив под сомнение легитимность кортесов. Они немедленно начали кампанию за то, чтобы регент Мария Кристина не санкционировала закон под угрозой несоблюдения его, но увидев, что регент готова его подписать, обратились к генералу Бальдомеро Эспартеро, находящему на пике популярности после триумфа в Первой карлистской войне, который был ближе к прогрессистам, чем к умеренным, так что он избегал обнародования этого закона, противоречащего «духу Конституции 1837 года». Вместе они добились изгнания королевы-матери и новым регентом стал генерал Эспартеро.
Союз с генералом Эспартеро продлился недолго из-за его персоналистского образа правления, поэтому прогрессисты присоединились к умеренным, чтобы положить конец регентству Эспартеро и провозгласить раннее совершеннолетие Изабеллы II. Но после ухода Эспартеро в изгнание идея попеременного нахождения у власти двух либеральных партий, поддерживавших Изабеллу, в очередной раз была сорвана из-за умеренных. Для начала «модерадос» обвинили прогрессиста Салустиано де Олосага, недавно возглавившего Совет министров, в том, что он заставил тринадцатилетнюю королеву подписать декреты о роспуске кортесов и назначении новых выборов, тем самым добившись его бегства во Францию. А затем умеренные воспользовались отказом прогрессистов от выборов, чтобы реформировать Конституцию 1837 года, породив в 1845 году совершенно новую Конституцию, которая вообще не включала в себя ни одной прогрессистской идеи.

### Умеренное десятилетие (1844—1854)
В середине 1840-х годов внутри партии оформилась демократическая фракция, возглавляемая Хосе Марией Оренсе, Николасом Марией Риверо и Хосе Ордаксом Авесильей, выступавших за всеобщее избирательное право и отмену избирательного ценза. Большинство прогрессистов во главе с Мануэлем Кортиной, верные идее конституционной монархии, что не мешало им продолжать отвергать Конституцию 1845 года, отклонило предложение о немедленном введении всеобщего избирательного права, считая что это цель, которую придётся оставить на потом, когда народ достигнет того уровня образования и благосостояния, который сделает возможным его прямое участие в формировании власти.
Дебаты большинства и демократов были прерваны началом революции 1848 года во Франции и по всей Европе, которую каждая из фракций интерпретировала в соответствии со своими убеждениями. Для прогрессистов-демократов падение монархии и провозглашение республики во Франции стали подтверждением их правоты и заставило их сделать выбор в пользу республиканской формы правления, в то время как для большинства прогрессистов беспорядки и бунты подтвердили их идею о том, что всеобщее избирательное право должно было быть введено постепенно. После лета дебаты возобновились, и в результате победили «исторические» прогрессисты, побудив демократов опубликовать «Манифест демократической прогрессивной фракции», который считается рождением Демократической партии. Он был опубликован газетой El Siglo 8 апреля 1849 года.

### «Прогрессистское двухлетие» (1854—1856) и кабинеты либералов (1856—1863)
В течение «прогрессистского двухлетия» (1854—1856) прогрессисты разделились на две части. «Умеренные» во главе с Мануэлем Кортиной присоединились к сформированной ими и модерадос-«пуританами» коалиции Либерального союза, а называвшие себя «чистыми» во главе с Салустиано де Олосагой пошли на выборы 1854 года самостоятельно, склоняясь к союзу с демократами. Когда «прогрессистское двухлетие» закончилось, умеренные прогрессисты присоединились к новой партии Либеральный союз, возглавляемой генералом О’Доннеллом, и претендовавшей на звание центристской силы. Таким образом, «чистые» прогрессисты были вытеснены из центра, оказавшись между либералами и демократами.
По окончании «прогрессистского двухлетия» наступило время Либерального союза, который находился у власти 9 лет за исключением краткого перерыва. Но и этому периоду в испанской истории наступил конец. В начале марта 1863 года О’Доннелл попросил королеву распустить кортесы, чтобы получить более лояльный парламент, положив конец инакомыслию, возникшему в Либеральном союзе, который раздирали противоречия между бывшими модерадос-«пуританами», такими как Кановас, и бывшими прогрессистами, такими как Кортина или генерал Прим. Но Изабелла II отказалась распустить кортесы и О’Доннелл подал в отставку.

### Конец правления Изабеллы II
После отставки О’Доннелла Изабелла II приняла совет поставить во главе правительства прогрессиста, но представители Прогрессистской партии Мануэль Кортина (экс-«пуританин»), Паскуаль Мадос и Морено Лопес (оба из числа «чистых») на встрече с королевой не назвали ей ни одного имени, попросив время на реорганизацию партии. 19 марта 1863 года лидеры обеих партийных фракций встретились, чтобы договориться о воссоединии перед неизбежным вхождением прогрессистов в правительство. На встрече обсуждалось имя генерала Хуана Прима, который не только был видным прогрессистским политиком, но и поддерживал прекрасные отношения с королевой, кандидатуру которого Изабелле II предложил сам О’Доннелл перед отставкой.
Королева решила назначить президентом Совета министров на переходный период маркиза де Мирафлореса из «модерадос», поставив перед ним задачу провести выборы. Он встретился с лидером прогрессистов Салустиано де Олосага, предложив ему от 50 до 70 мандатов в новых кортесах, при условии что большинство в новом парламенте будут иметь умеренные и либералы, но Олосага в конечном итоге отказался от компромисса. Одной из причин отказа заключалась в том, что Мирафлорес поставил условием «предоставления» прогрессистам такого относительно большого числа мандатов отказ от создания Национальной милиции и принципа, согласно которому законодательная власть принадлежала исключительно кортесам, а не «кортесам с королем», как было указано в Конституции 1845 года..
В ответ правительство Мирафлореса утвердило несколько циркуляров гражданским губернаторам, в которых, чтобы не дать прогрессистам получить больше мест, чем правительство намеревалось им предоставить, право собраний во время выборов было ограничено исключительно людьми, имевшими право голоса. Кроме того, гражданским губернаторам было приказано заставить полицию оказывать «моральное влияние» с тем чтобы добиться избрания нужных кандидатов. Циркуляры углубили раскол между прогрессистами и умеренными, уничтожив «возможность для людей прогресса сформировать полезную партию для конституционной монархии, которую, по их словам, они хотели». 23 августа 1863 года группа прогрессистов публично заявила о своём протесте против циркуляров и объявила, что отказывается от собраний, возложив на правительство ответственность за последствия. Генерал Прим трижды встречался с королевой, убеждая её оказать давление на правительство, чтобы оно отозвало циркуляры, но ему это не удалось, поэтому, наконец, Центральный комитет Прогрессистской партии, собравшийся 7 сентября 1863 года, решил отказаться от участия в выборах, что означало не выдвижение кандидатов в депутаты и, прежде всего, отрицание легитимности кортесов, выбранных на них. Главной целью отказа от участия в выборах было оказать давление на королеву, чтобы она исправила ситуацию, но она этого не сделала, и выборы прошли без участия прогрессистов.
Решение о бойкоте выборов привело к сближению прогрессистов с Демократической партией и началу их совместной деятельности. Банкет 2 мая 1864 года стал первым совместным актом прогрессистов и демократов, второй банкет состоялся два дня спустя по случаю захоронения праха либерального депутата Кадисских кортесов Диего Муньоса Торреро. Активность Прогрессистской партии возросла по всей Испании благодаря тому, что партийные избирательные комиссии на местах были преобразованы в постоянные комитеты, хотя руководство партии оставалось нерешительным, доходя до того, что требовало, чтобы три наиболее видных прогрессистских деятеля того времени, Олосага, генерал Прим и Пракседес Матео Сагаста, который только что сменил недавно умершего Педро Кальво Асенсио на посту директора газеты La Iberia, отправились в Логроньо, чтобы попросить генерала Эспартеро вернуться и возглавить партию, но поездка так и не состоялась.
Вопрос о продолжении бойкота разделил партию. Олосага выступал за бойкот до тех пор, пока прогрессисты не будут призваны в правительство. Ему и его сторонникам противостояли сразу две фракции сторонников участия в выборах, одну из них возглавлял генерал Прим, поддерживаемый Мануэлем Соррильей и Лауреано Фигеролой, а вторую, «эспартеристов», возглавлял Паскуаль Мадос. Победили сторонники бойкота, в результате чего часть бывших «пуритан» покинули партию, в том числе Мануэль Кортина, Фернандо Корради и Антонио Пирала, которые впоследствии составили группу конституционных прогрессистов. Таким образом, когда новое правительство Нарваэса назначило выборы на конец 1864 года, прогрессисты также не приняли в них участия.

### Демократическое шестилетие (1868—1874)
После революции 1868 года, свергнувшей королеву Изабеллу II, и утверждения конституции 1869 года Учредительные кортесы назначили регентом либерального деятеля генерала Серрано, а генерал Прим возглавил правительство, главной задачей которого было поиск нового короля. В середине 1869 года Прим предложил кандидатуру Томаса Савойского, герцога Генуэзского и племянника короля Италии, заручившись поддержкой прогрессистов и демократов-«кимвров», но против выступили либеральные деятели, защищавшие кандидатуру герцога де Монпансье. Поскольку одним из условий, выдвинутых королём Италии, было то, чтобы кандидатура его племянника должна была иметь широкую поддержку со стороны политических сил, в сентябре 1869 года Прим собрал комиссию из пятнадцати членов трёх партий, поддержавших правительство — либералов, прогрессистов и «кимвров» чтобы достичь соглашения. Но либералы отказались одобрить кандидатуру Томаса Савойского. Учитывая, что герцогу Генуэзскому на тот момент было всего 13 лет, выбор его кандидатуры, на чём настаивали либералы, означало бы что трон пустовал бы ещё пять лет. Именно в этот момент Прим, чтобы придать большую сплочённость сторонникам герцога Савойского, предложил, чтобы прогрессисты и демократы-«кимвры» образовали единую партию.
26 октября 1869 года генерал Прим собрал депутатов от прогрессистов и демократов-«кимвров», чтобы сформировать новую партию, Радикальную, которая должна была стать одной из двух ведущих сил новой «народной монархии». Организацией новой партии занимался Мануэль Руис Соррилья, которого депутаты уполномочили назначить Руководящий совет фракции, который был создан одновременно с Руководящим советом Радикальной партии. В его состав вошли четыре прогрессиста — Паскуаль Мадос, Хосе Абаскаль-и-Карредано, Диего Гарсиа Мартинес и Лопес Ботас — и два демократа-«кимвра» — Кристино Мартос и Габриэль Родригес Бенедикто.
Но вскоре стало очевидно, что внутри новой Радикальной партии формируются два течения. Первое, возглавляемое генералом Примом и Пракседесом Матео Сагастой, ориентировалось на сохранение союза с либералами как с партнёрами по Временному правительству для достижения стабильности новой «народной монархии», провозглашённой в Конституции. Второе, более левое и находившееся в явном меньшинстве, состояло из прогрессистов второго ранга во главе с Франсиско Сальмероном, и выступало за сотрудничество с федеральными республиканцами для продолжения уже проведенных реформ и расширения базы народной поддержки нового монарха. В 1870 году левых радикалов возглавил влиятельный политик Мануэль Руис Соррилья, ранее близкий соратник генерала Прима.
После убийства генерала Прима в декабре 1870 года, совпавшего с прибытием в Испанию нового короля Амадея I, раскол между правыми радикалами Сагасты и левым крылом Руиса Соррильи, усугубился. В результате Сагаста, пытаясь воссоединить прогрессистов, решил сформировать «третью партию» между либералами и радикалами, которая привлекла бы «лучшее с обеих сторон». Однако в связи с выборами, назначенными на апрель 1872 года, Сагаста и либералы сформировали комитет для выдвижения совместных кандидатур, что в Либеральном союзе восприняли как первый шаг на пути к формированию единой партии. Затем вмешался король Амадей I, приказав Сагасте сформировать Консервативную партию вместе с либералами, которая будет чередоваться у власти с Радикальной партией, когда избиратели примут такое решение, тем самым закрыв дверь для проекта «третьей партии». У Сагасты не было другого выбора, кроме как последовать указаниям короля, и таким образом 21 февраля 1872 года родилась Конституционная партия, лидером которой стал либерал Франсиско Серрано, а Сагаста был номером два.
После того как в феврале 1873 года Амадей I отрёкся от престола, Радикальная партия поддержала провозглашение республики, но вскоре была оттеснена от власти Республиканской федеральной партией, а Конституционная партия приняла участие в перевороте генерала Павии в январе 1874 года, положившем конец федеративной республике. Вместо неё была провозглашена унитарная республика во главе с Серрано и Сагастой. В декабре 1874 года генерал Мартинес де Кампос положил конец республике и произвёл Реставрацию Бурбонов в Испании. В 1880 году Конституционная партия распалась и Сагаста сформировал Либеральную партию, которая наряду с Консервативной партией Антонио Кановаса стала одной из двух «династических» (правящих) партий Испании в 1880-х—1920-х годах. Со своей стороны, Руис Соррилья, находясь в изгнании, неустанно вёл заговор с целью свергнуть нового короля Альфонсо XII и вернуть республику.

## Идеология
Основное идеологическое различие между либералами-прогрессистами и консервативными или умеренными либералами (модерадос) заключалось в том, что первые защищали принцип национального суверенитета, который подразумевал, что новый режим станет результатом пакта между нацией и королём, а вторые выступали за принцип совместного суверенитета между Короной и Кортесами, что означало поставить нацию на равное положение с королём. Из-за этого расхождения в принципах возникали специфические различия, которые разделяли прогрессистов и модерадос. Например, прогрессисты выступали за национальную милицию, народное жюри (суд присяжных) и расширение избирательного ценза, против чего выступали умеренные.
Наряду с национальным суверенитетом другим важным идеологическим элементом, определявшим партию, был прогресс, понимаемый, по словам Хорхе Вильчеса, «как улучшение социального и морального состояния страны, её экономическое и интеллектуальное развитие, увеличение участия народных слоев в политической жизни».

## Организация
Прогрессистская партия была партией элиты, а не масс, что было характерно для европейских партий того времени. Как партия она существовала только во время выборов, а всё остальное время фактически представляла собой группу парламентариев. В 1838 году в Мадриде был сформирован совет из депутатов и сенаторов, разделявших принципы прогрессистского либерализма, определявшие политическую линию, которой следует следовать, а также выбирал руководящий комитет партии, почти всегда состоящий из её ведущих парламентариев. Эта форма организации партии была скопирована с формы, созданных умеренными на выборах 1837 года под руководством Андреса Боррего. Между выборами партии исчезала и не вела практической деятельности. Комитеты на местах превратились в общественные собрания.
Это форма организации партии просуществовала всё время правления Изабеллы II, за исключением короткого двухлетнего периода, с 1863 по 1865 год, когда один из её лидеров, Салустиано де Олосага, поддерживал структуры партии во всех провинциях, ожидая призыва королевы для формирования правительства. Поскольку этого не произошло генерал Прим, также один из лидеров прогрессистов, выбрал путь военного восстания, после чего партия была отодвинута на второй план.

## Лидеры

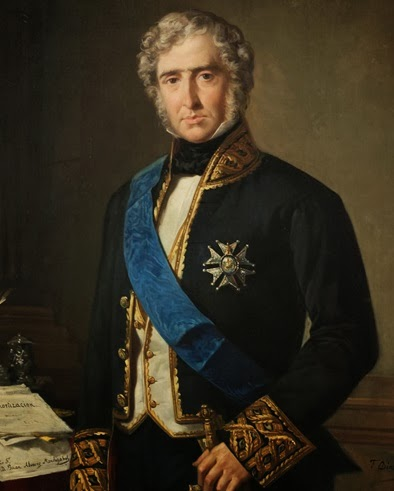
Хуан Альварес Мендисабаль
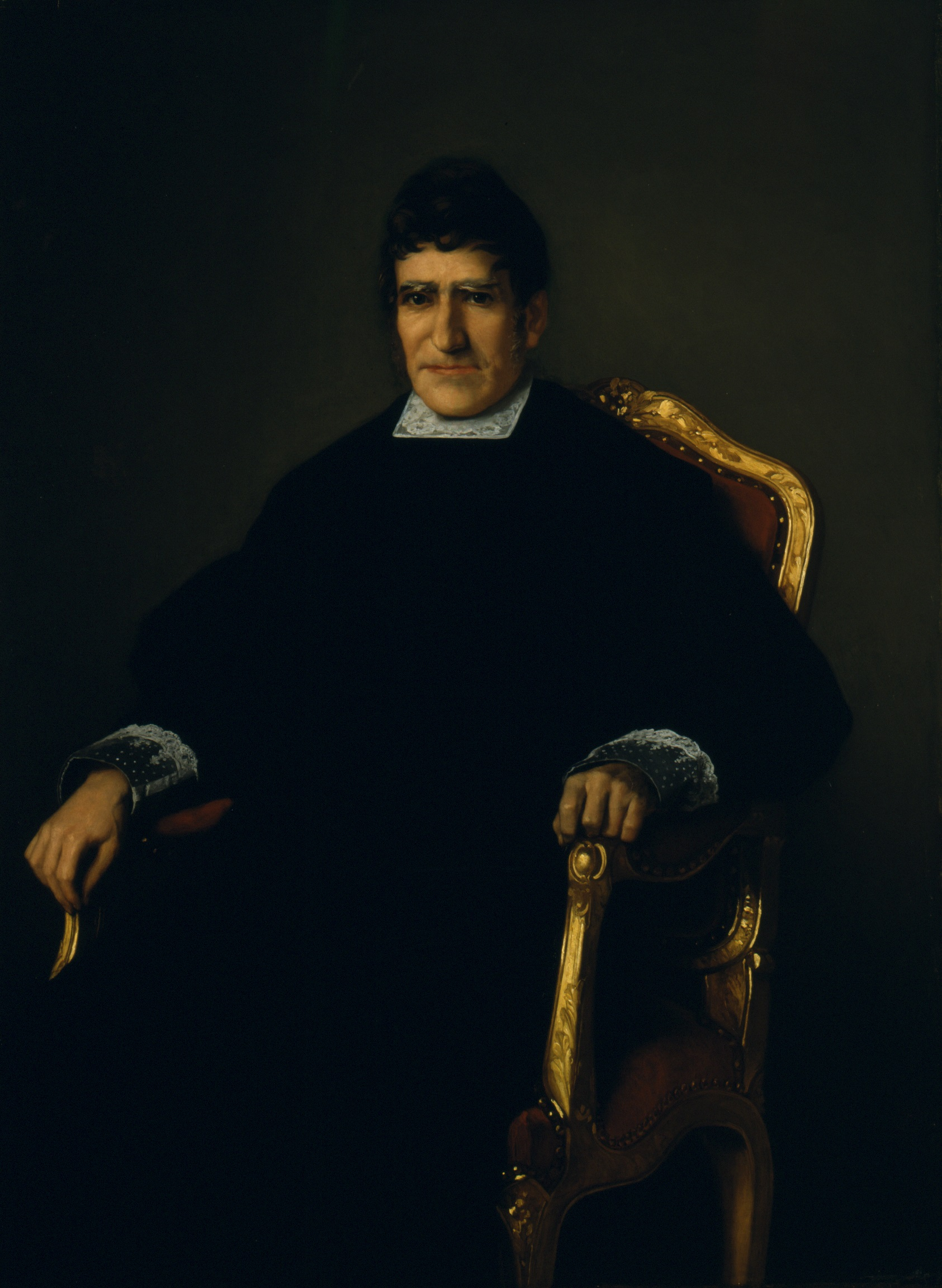
Хосе Мария Калатрава
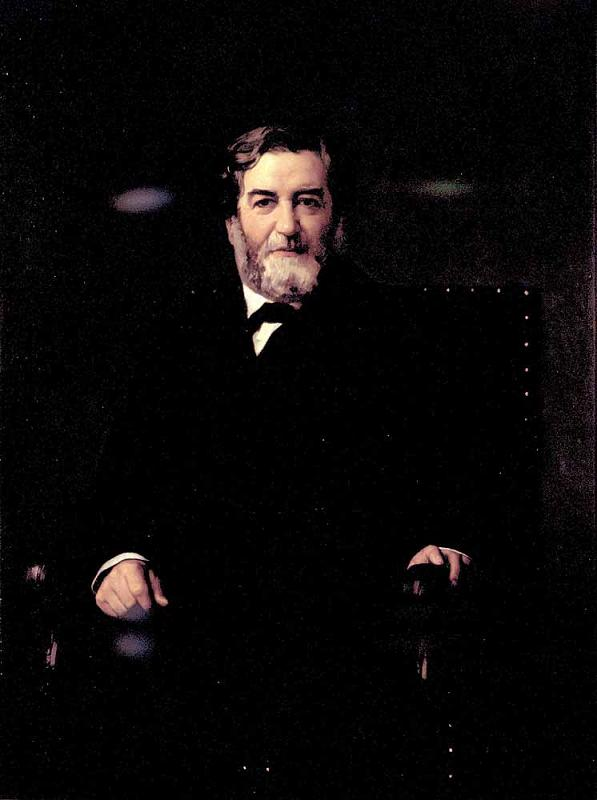
Салустиано Олосага
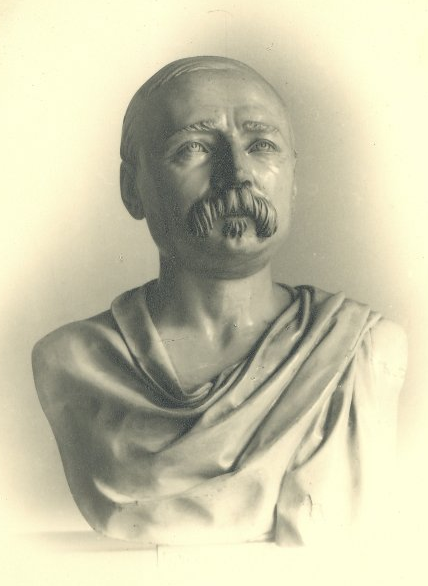
Педро Кальво Асенсио[исп.]
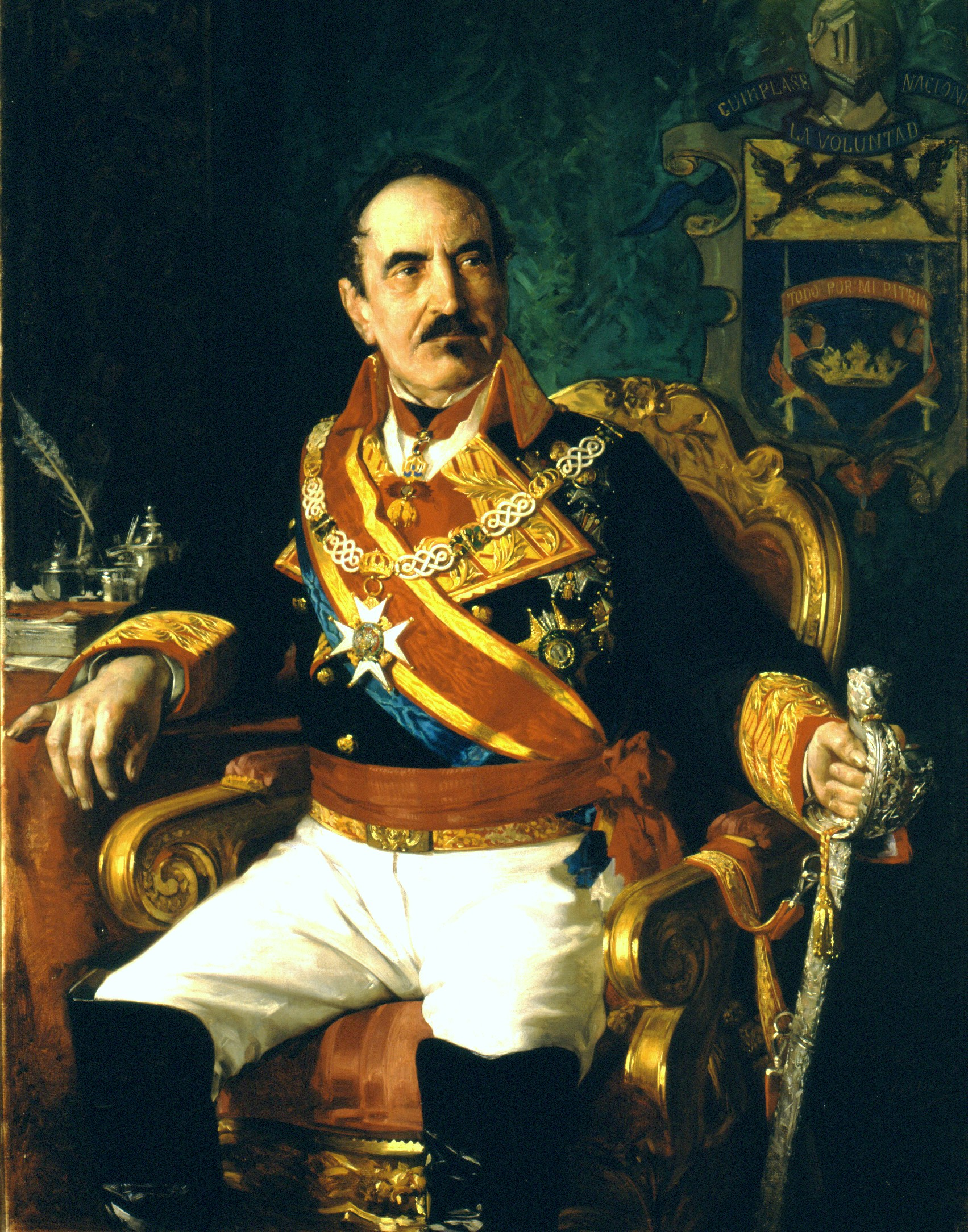
Бальдомеро Эспартеро
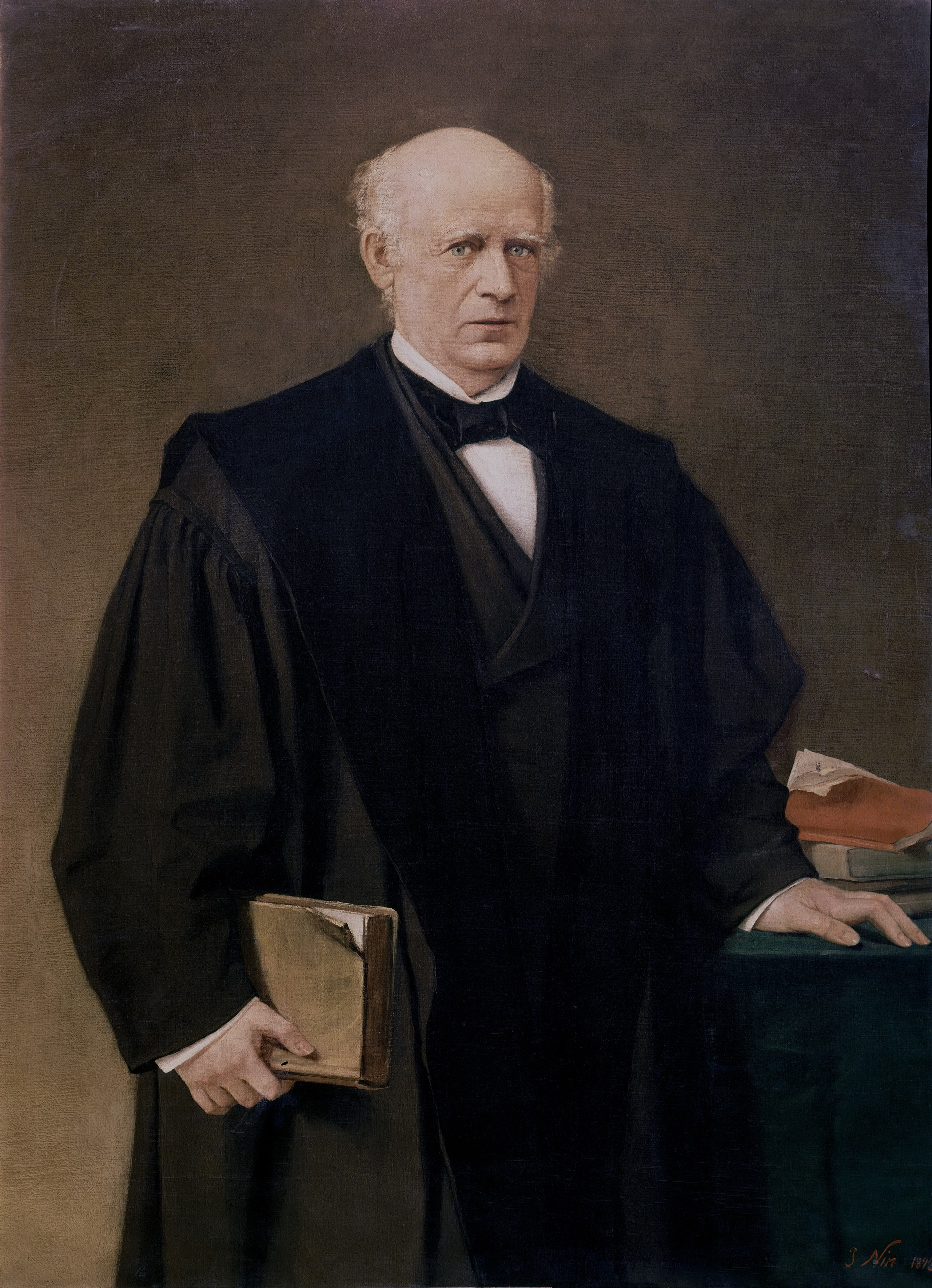
Паскуаль Мадос[исп.]
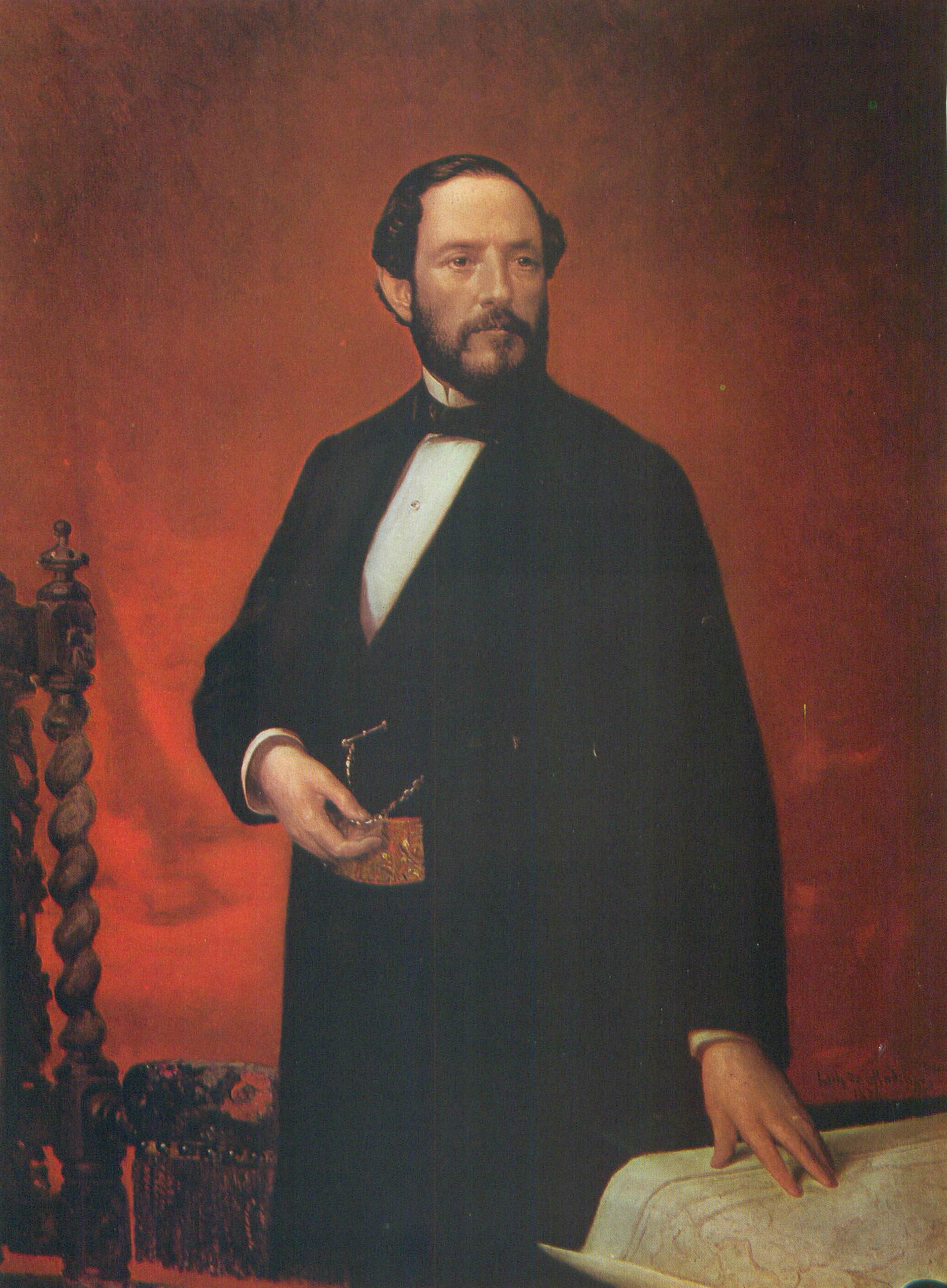
Хуан Прим
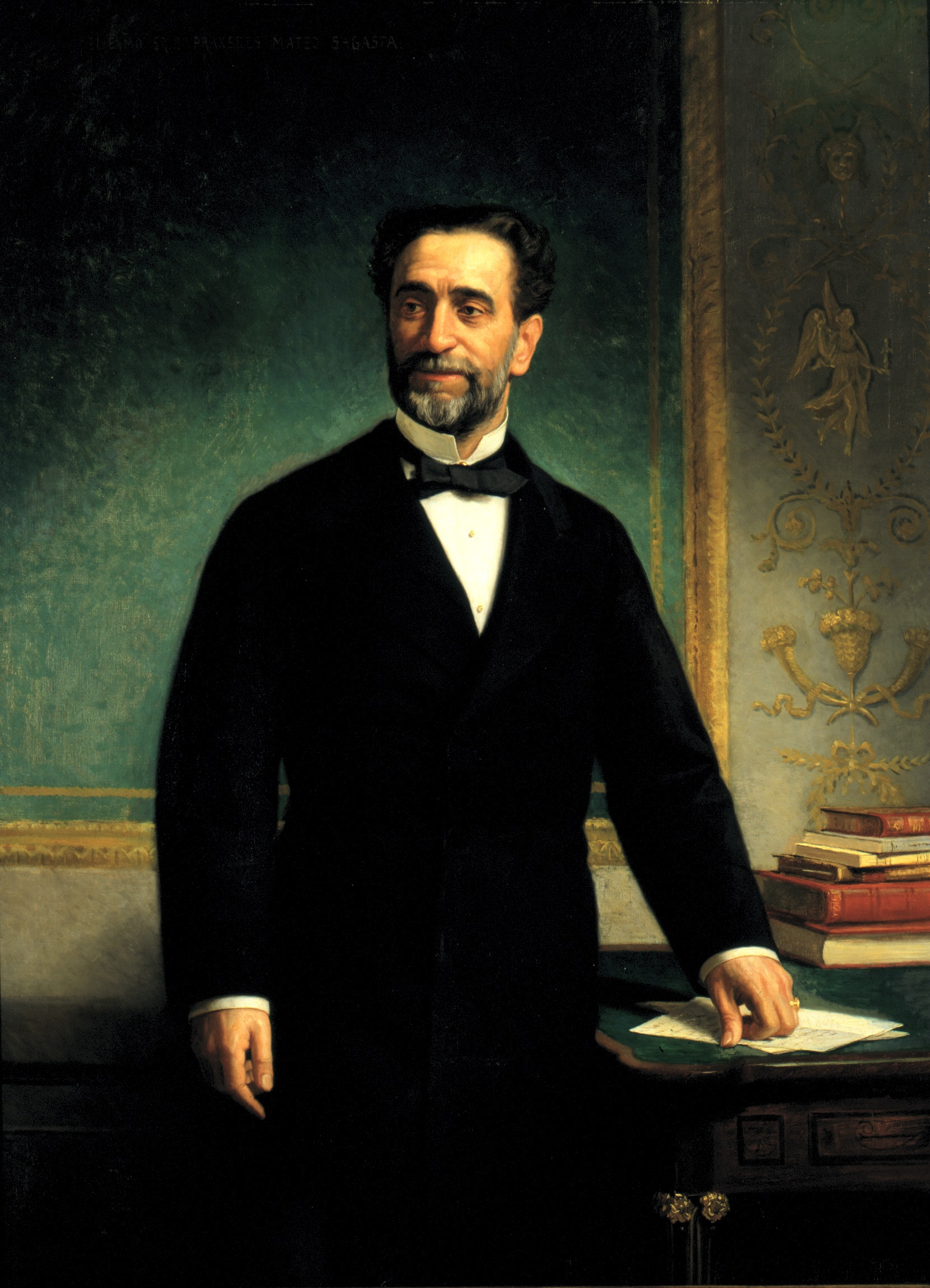
Пракседес Матео Сагаста
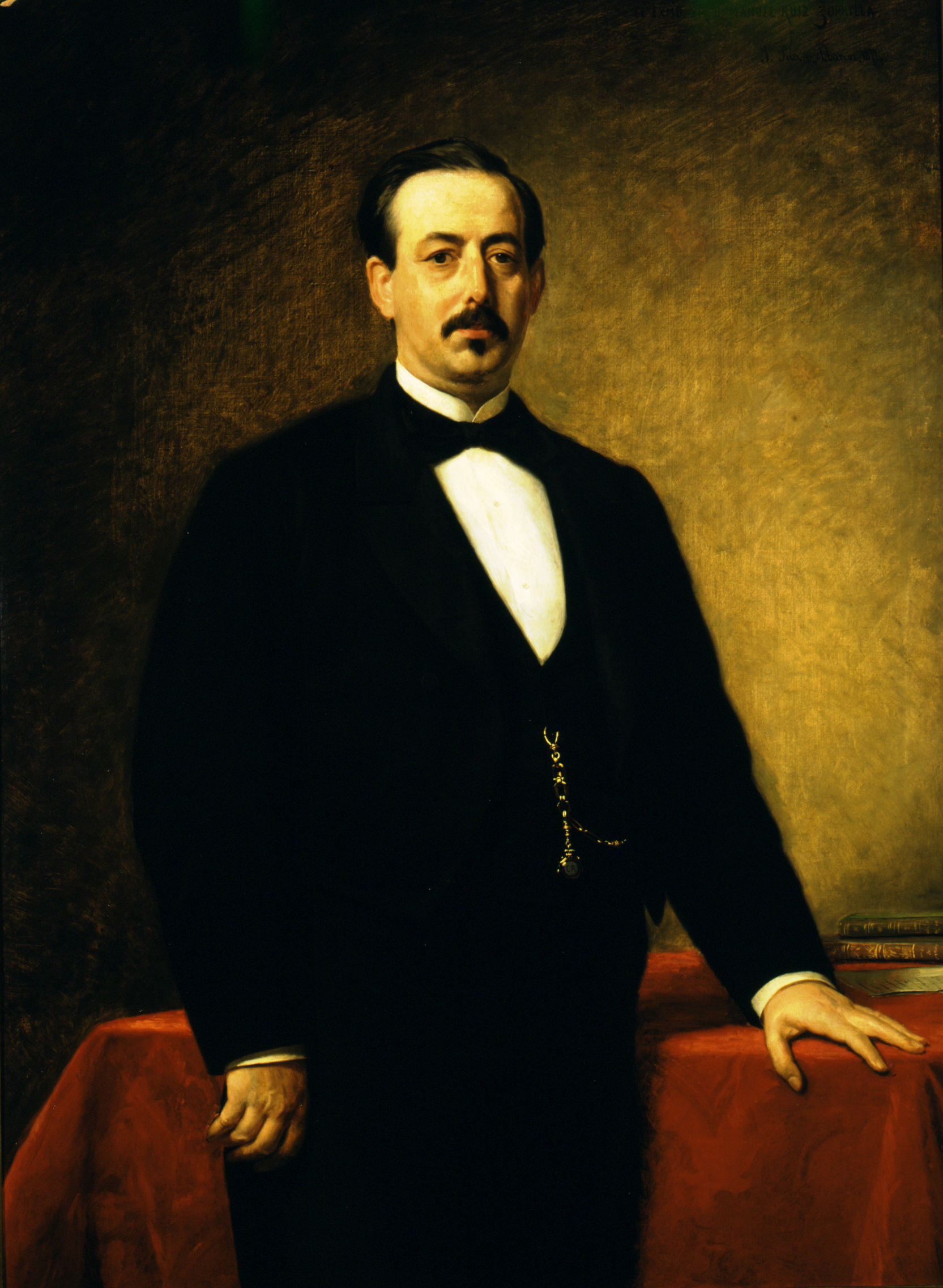
Мануэль Руис Соррилья